# Lisle-en-Barrois
Lisle-en-Barrois ist eine französische Gemeinde mit 314 Einwohnern (Stand: 1. Januar 2022) im Département Meuse in der Region Grand Est (bis 2015 Lothringen). Sie gehört zum Arrondissement Bar-le-Duc und zum Kanton Revigny-sur-Ornain.

## Geographie
Lisle-en-Barrois liegt etwa 35 Kilometer südsüdwestlich von Verdun. Umgeben wird Lisle-en-Barrois von den Nachbargemeinden Seuil-d’Argonne im Nordwesten und Norden, Vaubecourt im Norden, Rembercourt-Sommaisne im Osten, Les Hauts-de-Chée im Südosten, Louppy-le-Château und Villotte-devant-Louppy im Süden, Laheycourt im Süden und Südwesten, Sommeilles im Südwesten und Westen, Belval-en-Argonne im Westen und Nordwesten sowie Les Charmontois im Nordwesten.

## Bevölkerungsentwicklung
| Jahr                       | 1962 | 1968 | 1975 | 1982 | 1990 | 1999 | 2006 | 2019 |
| Einwohner                  | 115  | 91   | 71   | 56   | 67   | 50   | 38   | 31   |
| Quellen: Cassini und INSEE |      |      |      |      |      |      |      |      |

## Sehenswürdigkeiten

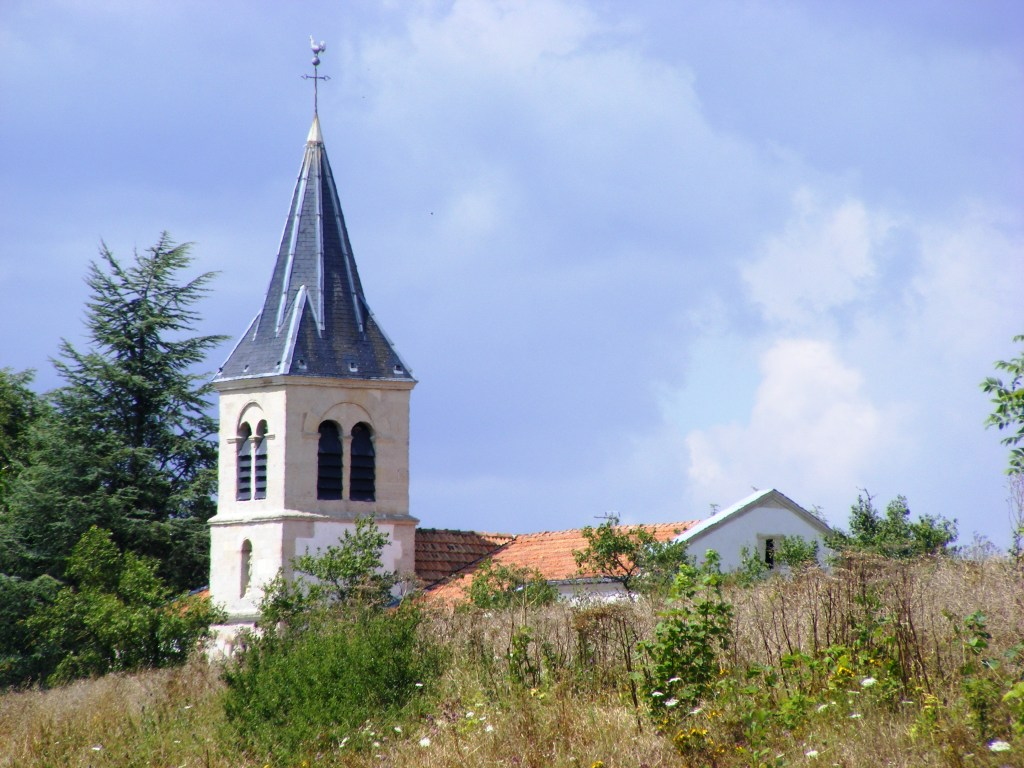
Kirche Saint-Christophe

- Kirche Saint-Christophe, 1866 erbaut
- Reste des Zisterzienserklosters von Lisle-en-Barrois, 1140 gegründet